# Antídoro

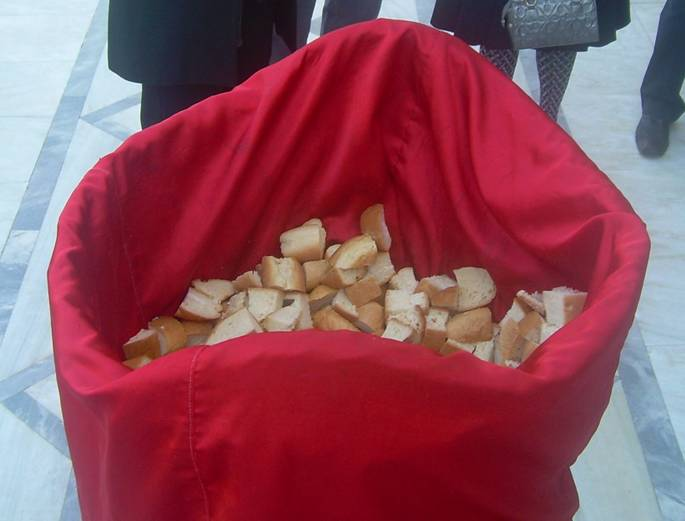

O antídoro (em grego: Ἀντίδωρον; romaniz.: Antídōron), antidoron ou pão bento é um pão fermentado comum que é abençoado, mas não consagrado, e distribuído em certas igrejas ortodoxas e em certas igrejas católicas orientais que usam o rito bizantino. Vem das sobras de pães (prósfora) dos quais são cortadas porções que não foram usadas para consagração da Eucaristia durante a Divina Liturgia. A palavra Ἀντίδωρον significa "em vez dos dons", ou seja, "em vez dos dons eucarísticos". Um pão abençoado semelhante ao antídoro, o pain bénit, é usado em algumas igrejas católicas latinas francesas e canadenses como um substituto para aqueles que não podem receber a Eucaristia.

## Prática

### Cristianismo ortodoxo

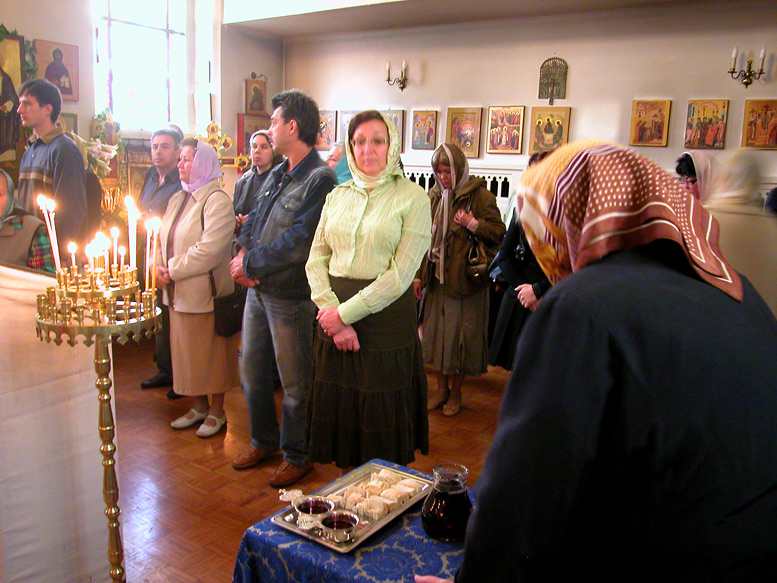
Fiéis se preparando para receber a Sagrada Comunhão. Em primeiro plano estão o vinho e o pão bento que os comungantes irão ingerir depois de receberem o Corpo e o Sangue de Cristo.

Na Igreja Ortodoxa, o pão bento é distribuído após cada Divina Liturgia. Durante a Prótese ou Proscomídia (Liturgia de Preparação, na qual o vinho e o pão são preparados na mesa da oblação para a liturgia), o sacerdote abençoará cada prósfora ao pegá-las para retirar as partículas e colocá-las no diskos (patena). O restante da prósfora é cortado em fragmentos e guardado em uma tigela ou bandeja. Em algumas jurisdições é costume, no final da Anáfora, que o acólito entregue a tigela com o pão bento ao sacerdote, que fará o Sinal da Cruz com ela sobre o cálice e o diskos durante o hino, Axion Estin.
Como a Eucaristia é essencialmente uma refeição, na tradição ortodoxa russa, um pouco do pão bento é colocado em uma bandeja junto com o vinho comum e é consumido pelos comungantes imediatamente após receberem a Sagrada Comunhão.
Na conclusão da liturgia, o pão bento é distribuído aos fiéis que se aproximam para beijar a cruz da bênção. O pão bento não é considerado um Mistério e definitivamente não é consagrado durante a Eucaristia. Portanto, os não-ortodoxos presentes na liturgia, que não são admitidos na participação do pão e do vinho consagrados, são frequentemente encorajados a receber o pão bento como uma expressão de comunhão e de amor cristão.
Como o pão bento é abençoado, algumas jurisdições e costumes exigem que ele seja consumido somente após jejum. Os regulamentos canônicos da Igreja Ortodoxa afirmam que o pão bento deve ser consumido antes de deixar a igreja e que não deve ser distribuído a incrédulos ou a pessoas em penitência antes da absolvição, mas economias (dispensas canônicas) são permitidas e bem frequentes. Por exemplo, é costume em muitas paróquias ortodoxas distribuir o pão bento aos visitantes e aos catecúmenos como sinal de hospitalidade, ou levar alguns pedaços para casa de um parente que não pôde comparecer à liturgia.
No Sábado Luminoso, em vez de (ou em adição ao) pão bento normal, o Artos Pascal é cortado e distribuído ao final da liturgia.

### Catolicismo oriental
Nas igrejas greco-católicas (bizantinas) da Áustria e da Hungria, o pão bento é atualmente administrado apenas em raras ocasiões durante o ano, principalmente no Sábado Luminoso (sábado na semana da Páscoa); enquanto entre os católicos gregos (romanos) da Itália é geralmente dado apenas na Quinta-feira Santa, na Festa da Assunção, de São Nicolau de Mira e em certos serviços durante a semana na Quaresma; embora de acordo com alguns costumes locais seja dado em outros dias. Em outras igrejas católicas orientais de rito bizantino é distribuído como nas igrejas ortodoxas.

## História
As primeiras referências históricas a esse costume são, de fato, encontradas na Igreja Ocidental. É mencionado na 118.ª carta de Santo Agostinho a Januário (agora conhecida como a 54ª carta na nova ordem) e nos cânones de um concílio local na Gália no século VII. Originalmente era um substituto, ou solatium, para os fiéis que não estavam devidamente preparados para receber a Sagrada Comunhão ou eram incapazes de chegar ao sacrifício eucarístico. Se não podiam participar do sacramento, por exemplo por não terem cumprido o jejum obrigatório ou por estarem em estado de pecado mortal, tinham a consolação de participar do pão litúrgico não consagrado que havia sido abençoado e do qual o porções para a consagração foram tomadas.
Na Igreja Oriental, a menção do pão bento começou a aparecer por volta dos séculos IX e X. Germano de Constantinopla o menciona em seu tratado "A Explicação da Liturgia". Posteriormente a ele, muitos escritores da Igreja Oriental (Balsamon, Colina, Pachemeros) escreveram sobre o costume de dar o pão bento.
Embora a prática de abençoar e distribuir pão bento ainda continue nas igrejas de rito bizantino, a prática é rara entre os cristãos ocidentais e agora só sobrevive na Igreja latina como a pain bénit dado em igrejas e catedrais francesas após a missa solene, bem como em algumas igrejas do Canadá,  e ocasionalmente na Itália, em certas festas (por exemplo, de Santo Huberto e de Santo Antônio de Pádua). Um costume semelhante também sobrevive entre os Cristãos de São Tomé da costa do Malabar, na Índia.

### Pão santo
Antes da Reforma Inglesa, havia uma tradição em que as famílias se revezavam para assar e apresentar um "pão santo" à igreja paroquial. Este era benzido e distribuído no final da missa, por vezes em tamanhos correspondentes ao estatuto social do destinatário. O historiador Peter Marshall descreve o cozimento deste pão como um "papel quase litúrgico para as mulheres locais".